# Dimeria ballardii
Dimeria ballardii là một loài thực vật có hoa trong họ Hòa thảo. Loài này được Bor mô tả khoa học đầu tiên năm 1952.